# ASF Fianarantsoa
El ASF Fianarantsoa es un equipo de fútbol de Madagascar que juega en la Segunda División de Madagascar, la segunda liga de fútbol más importante del país.

## Historia
Fue fundado en la localidad de Fianarantsoa, y es uno de los equipos más importantes de la ciudad junto al Fitarikandro debido a que son los únicos equipos de la ciudad en ganar el título del Campeonato malgache de fútbol, el cual ASF ganó en 1990. Lo malo para el club es que no han vuelto a la máxima categoría de Madagascar desde la década de los años 90s.
A nivel internacional han participado en 2 torneos continentales, en donde nunca han superado la primera ronda.

## Palmarés
- Campeonato malgache de fútbol: 1

1990

## Participación en competiciones de la CAF
| Temporada | Torneo                            | Ronda      | Club                 | Casa  | Visita | Global |
| --------- | --------------------------------- | ---------- | -------------------- | ----- | ------ | ------ |
| 1991      | Copa Africana de Clubes Campeones | Preliminar | Saint-Louis FC       | 4-1   | 0-0    | 4-1    |
| 1991      | Copa Africana de Clubes Campeones | 1          | Nkana Red Devils     | w.o.1 | 0-6    | 0-6    |
| 1999      | Copa CAF                          | 1          | US Stade Tamponnaise | 0-1   | 1-5    | 1-6    |

1- Fianarantsoa abandonó el torneo antes de jugar el partido de vuelta.